# Saltos ornamentais nos Jogos Europeus de 2015 - Trampolim de 3 m individual masculino
A competição do trampolim de 3 m individual masculino é um dos eventos dos saltos ornamentais nos Jogos Europeus de 2015, em Baku, no Azerbaijão. Foi disputada no Centro Aquático de Baku no dia 20 de junho.

## Calendário
Horário de verão do Azerbaijão (UTC+5).
| Data        | Horário | Fase         |
| ----------- | ------- | ------------ |
| 20 de junho | 10:00   | Preliminares |
| 20 de junho | 20:25   | Final        |

## Medalhistas
| Ouro   | GBR James Heatly              |
| Prata  | ITA Adriano Ruslan Cristofori |
| Bronze | RUS Ilia Molchanov            |

## Resultados
Os resultados foram os seguintes.
| Pos.              | Saltador                  | Nacionaliade     | Preliminares | Preliminares | Final         | Final         |
| Pos.              | Saltador                  | Nacionaliade     | Pontos       | Pos.         | Pontos        | Pos.          |
| ----------------- | ------------------------- | ---------------- | ------------ | ------------ | ------------- | ------------- |
| Medalha de ouro   | James Heatly              | GBR Grã-Bretanha | 508.95       | 2            | 541.65        | 1             |
| Medalha de prata  | Adriano Ruslan Cristofori | ITA Itália       | 481.00       | 5            | 523.30        | 2             |
| Medalha de bronze | Ilia Molchanov            | RUS Rússia       | 528.45       | 1            | 520.35        | 3             |
| 4                 | Jordan Houlden            | GBR Grã-Bretanha | 473.90       | 9            | 511.90        | 4             |
| 5                 | Jonathan Suckow           | SUI Suíça        | 467.15       | 12           | 505.60        | 5             |
| 6                 | Alexis Jandard            | FRA França       | 474.25       | 8            | 500.60        | 6             |
| 7                 | Andreas Larsen            | DEN Dinamarca    | 479.95       | 6            | 477.85        | 7             |
| 8                 | Cao-Tre Le Nguyen         | GER Alemanha     | 499.25       | 4            | 475.55        | 8             |
| 9                 | Carlo Leuchte             | GER Alemanha     | 467.65       | 11           | 463.70        | 9             |
| 10                | Yury Naurozau             | BLR Bielorrússia | 500.60       | 3            | 458.50        | 10            |
| 11                | Simon Rieckhoff           | SUI Suíça        | 479.85       | 7            | 448.10        | 11            |
| 12                | Gwendal Bisch             | FRA França       | 468.70       | 10           | 431.35        | 12            |
| 13                | Martin Christensen        | DEN Dinamarca    | 464.90       | 13           | Não avançaram | Não avançaram |
| 14                | Aleksandr Belevtsev       | RUS Rússia       | 457.75       | 14           | Não avançaram | Não avançaram |
| 15                | Juho Junttila             | FIN Finlândia    | 454.30       | 15           | Não avançaram | Não avançaram |
| 16                | Juraj Melša               | CRO Croácia      | 450.80       | 16           | Não avançaram | Não avançaram |
| 17                | Artyom Danilov            | AZE Azerbaijão   | 441.15       | 17           | Não avançaram | Não avançaram |
| 18                | Francesco Porco           | ITA Itália       | 440.05       | 18           | Não avançaram | Não avançaram |
| 19                | Bogomil Koynashki         | BUL Bulgária     | 431.70       | 19           | Não avançaram | Não avançaram |
| 20                | Mykyta Rudenko            | UKR Ucrânia      | 425.40       | 20           | Não avançaram | Não avançaram |
| 21                | Nikolaos Molvalis         | GRE Grécia       | 422.00       | 21           | Não avançaram | Não avançaram |
| 22                | Dimitar Isaev             | BUL Bulgária     | 402.45       | 22           | Não avançaram | Não avançaram |
| 23                | Juan Socorro              | ESP Espanha      | 399.85       | 23           | Não avançaram | Não avançaram |
| 24                | Vitalii Levchenko         | UKR Ucrânia      | 395.60       | 24           | Não avançaram | Não avançaram |
| 25                | Hrvoje Brezovac           | CRO Croácia      | 382.80       | 25           | Não avançaram | Não avançaram |
| 26                | Artsiom Barouski          | BLR Bielorrússia | 376.15       | 26           | Não avançaram | Não avançaram |
| 27                | Konstantinos Koutsioumpis | GRE Grécia       | 371.80       | 27           | Não avançaram | Não avançaram |
| 28                | Moritz Pail               | AUT Áustria      | 371.40       | 28           | Não avançaram | Não avançaram |
| 29                | Alexander Mario Hart      | AUT Áustria      | 367.80       | 29           | Não avançaram | Não avançaram |
| 30                | Ábel Ligárt               | HUN Hungria      | 350.80       | 30           | Não avançaram | Não avançaram |
| 31                | Ian-Soren Cabioch         | MON Mônaco       | 336.25       | 31           | Não avançaram | Não avançaram |
| 32                | Georgs Peskiševs          | LAT Letônia      | 282.15       | 32           | Não avançaram | Não avançaram |